# Hans-Jürgen Schlochauer
Hans-Jürgen Schlochauer (* 28. März 1906 in Lüdenscheid; † 7. Dezember 1990 in Frankfurt am Main) war ein deutscher Rechtswissenschaftler und Professor für Öffentliches Recht und Völkerrecht an der Johann Wolfgang Goethe-Universität Frankfurt am Main. Schwerpunkte seiner wissenschaftlichen Betätigung war neben dem Völkerrecht das Europa- und das Staatsrecht.

## Leben
Schlochauer wurde als Beamtensohn geboren und studierte Recht an den Universitäten Bonn, Frankfurt (Main), Freiburg und in Paris. Schlochauer promovierte 1930 in Frankfurt mit der Dissertation Der deutschrussische Rückversicherungsvertrag: Eine historisch-völkerrechtliche Untersuchung. Er begann dann eine wissenschaftliche Laufbahn als Wissenschaftlicher Assistent bei Karl Strupp. Diese Laufbahn wurde 1933 unterbrochen, als Strupp und Schlochauer auf Grund des sogenannten Gesetzes zur Wiederherstellung des Berufsbeamtentums aus dem öffentlichen Dienst entfernt wurden.
Wie sein Lehrer Karl Strupp ging Schlochauer in das Exil. Schlochauer zog zunächst in die Niederlande, wo er in Den Haag beim Ständigen Internationalen Gerichtshof als Assistent von Walther Schücking wissenschaftlich tätig sein konnte. Von hier begab er sich nach Cambridge und Oxford, wo er bis 1936 durch die Carnegie Endowment for Peace mit einem Stipendium unterstützt wurde. Im Exil arbeitete er am Werk Der völkerrechtliche Vertrag, das allerdings nicht veröffentlicht wurde, aber 1946 als Habilitationsschrift an der Universität zu Köln diente.
1945 kehrte er nach Deutschland zurück, wo er zunächst das Wohnungsamt der Stadt Köln leitete. In Köln wurde er 1950 außerplanmäßiger Professor und nahm 1951 einen Ruf nach Frankfurt als Ordinarius an. Hier lehrte er bis zur Emeritierung 1974 und war Direktor des Institutes für ausländisches und internationales Wirtschaftsrecht an der Universität Frankfurt.
Neben seiner wissenschaftlichen Tätigkeit war Schlochauer 1950 bis 1951 im Ranges eines Oberregierungsrates des Bundesjustizministeriums Mitglied der deutschen Delegation bei den Verhandlungen zur Gründung der Europäischen Gemeinschaft für Kohle und Stahl. Er war 1955 bis 1960 Richter am Hessischen Verwaltungsgerichtshof und des Staatsgerichtshofs des Landes Hessen. 1958 wurde er zum Mitglied im deutsch-niederländischen Vergleichsrat und 1959 zum Mitglied des Internationalen Schiedsgerichts zwischen Deutschland und Israel ernannt. 1961 wurde er auf Vorschlag der Bundesrepublik Deutschland Mitglied des Ständigen Schiedshofs in Den Haag.